# Grootkopsnuittor
De grootkopsnuittor (Platystomos albinus) is een keversoort uit de familie boksnuitkevers (Anthribidae). Hij leeft in loofbossen van Europa, het Midden-Oosten en Siberië.

## Beschrijving
De grootkopsnuittor is een van de grootste boksnuitkevers. De imago lijkt sterk op een snuitkever, maar heeft geen knik in de antennes. Hij wordt acht tot twaalf millimeter, waarbij het mannetje meestal iets groter is dan het vrouwtje. Hij heeft ook langere antennes, die tot halverwege de dekschilden reiken. Bij het vrouwtje komen ze tot aan de achterstand van het halsschild.

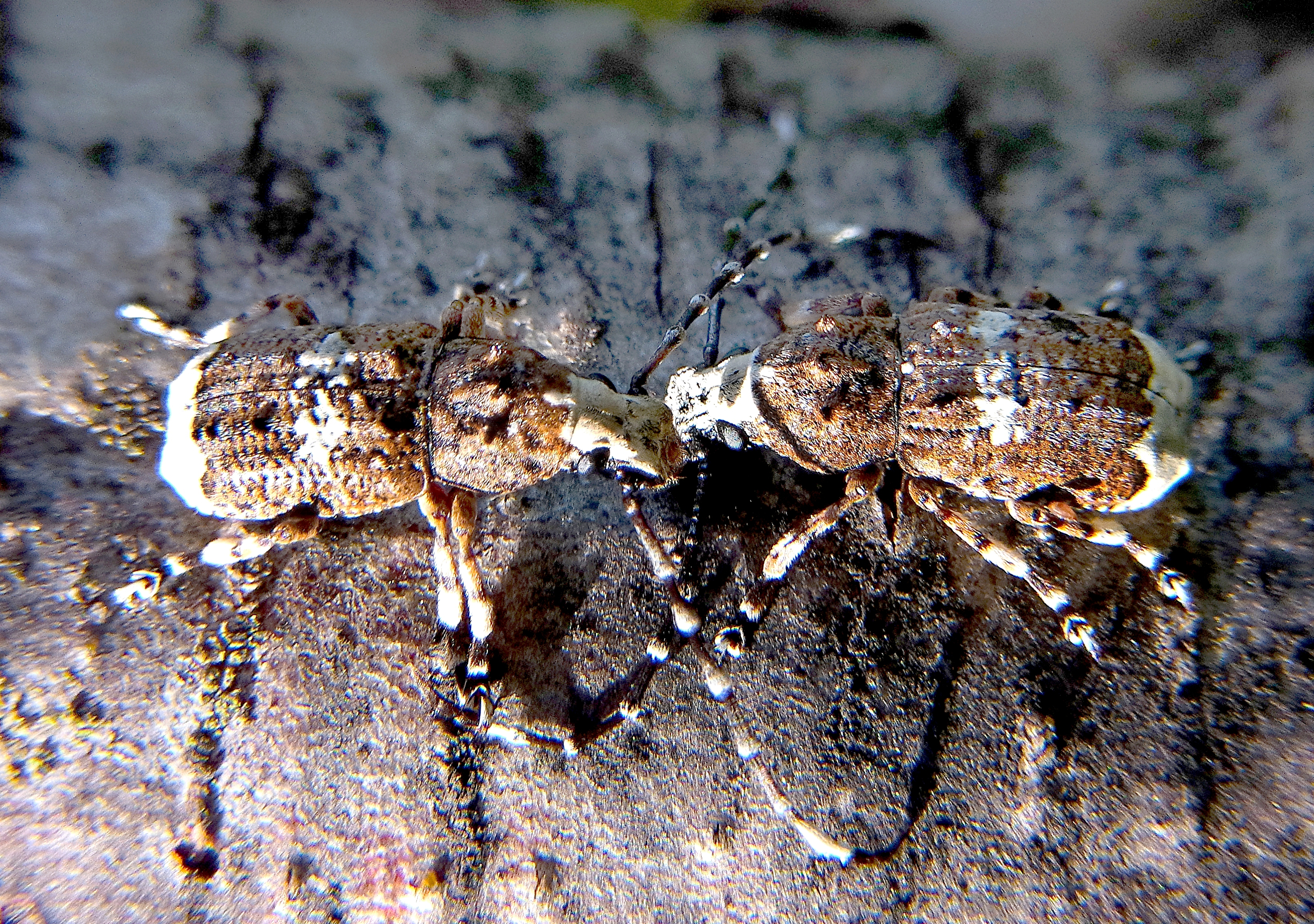
Mannetjes
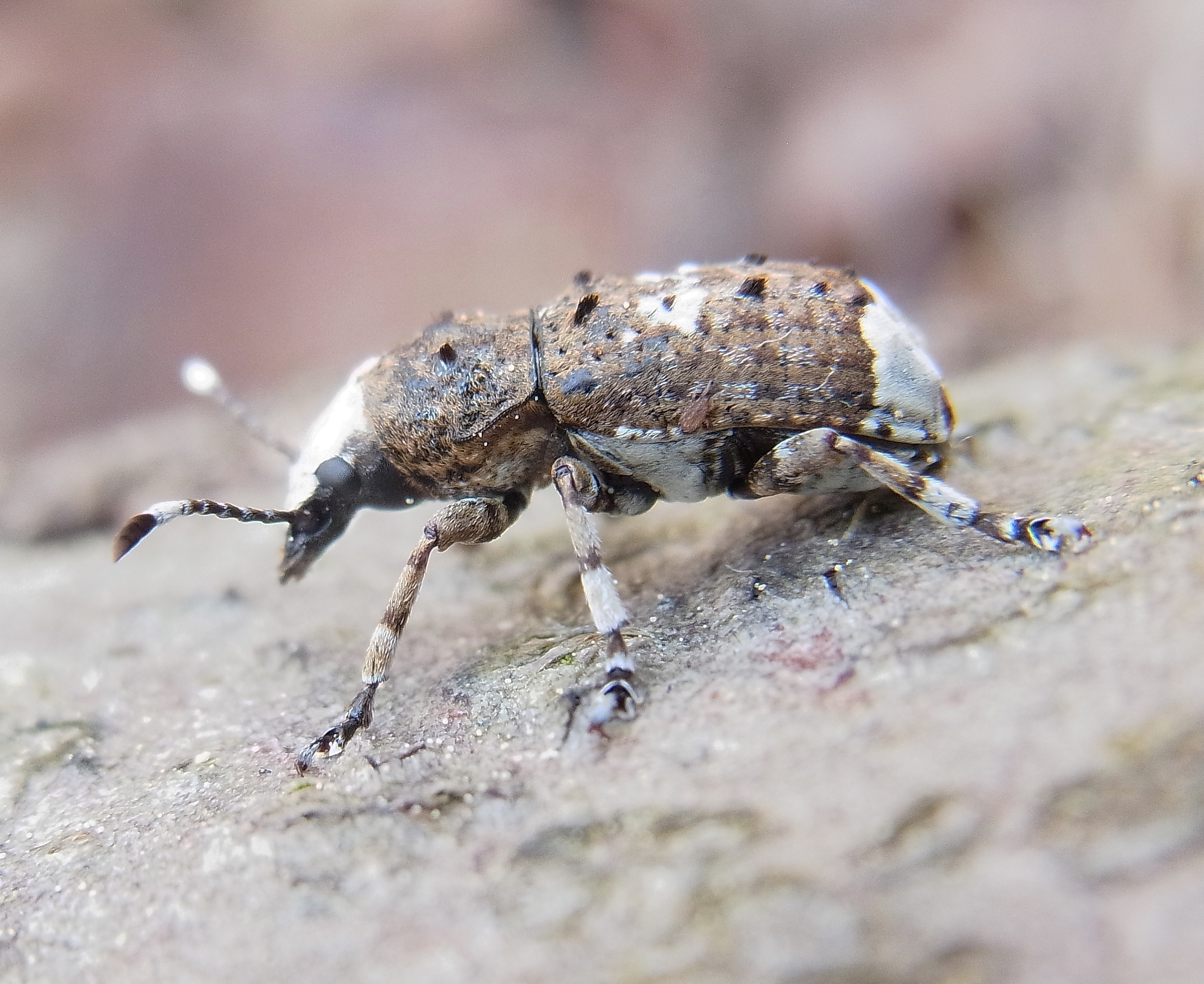
Vrouwtje
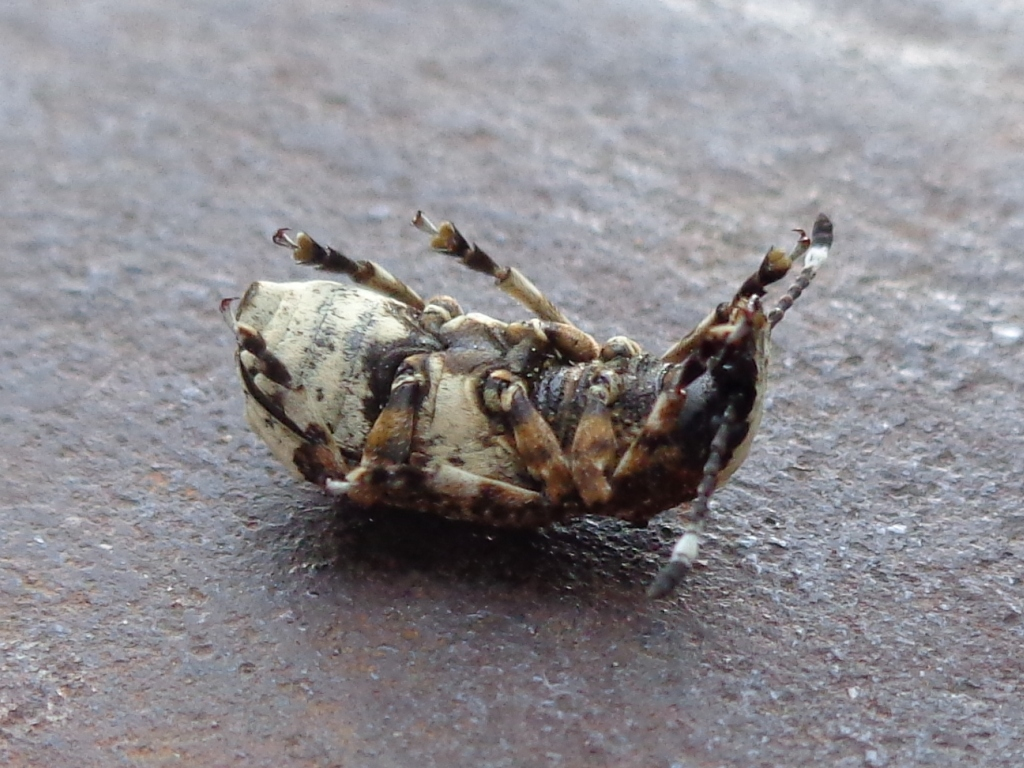
Vrouwtje; onderzijde

De kop van de grootkopsnuittor is relatief groot en spits. De kever is goed gecamoufleerd en erg variabel van kleur. De grondkleur varieert van lichtgrijs tot zwartbruin. De kop en dekschilden hebben meestal witte vlekken, die per exemplaar in grootte verschillen.

## Leefwijze
De larve van de grootkopsnuittor leeft onder de schors van rottende of vermolmde eiken, beuken, berken, elzen en wilgen. Ook is hij aangetroffen tussen de eieren van schildluizen. Hij verpopt in een zelfgemaakte holte. De imago verschijnt tussen mei en september. Het is een roofinsect die op houtstapels, takken en vermolmde stronken naar voedsel zoekt.